# Saint-Hippolyte (Gironde)
Saint-Hippolyte is een gemeente in het Franse departement Gironde (regio Nouvelle-Aquitaine) en telt 209 inwoners (1999). De plaats maakt deel uit van het arrondissement Libourne.

## Geografie
De oppervlakte van Saint-Hippolyte bedraagt 4,4 km², de bevolkingsdichtheid is 47,5 inwoners per km².
De onderstaande kaart toont de ligging van Saint-Hippolyte (Gironde) met de belangrijkste infrastructuur en aangrenzende gemeenten.

## Demografie
Onderstaande figuur toont het verloop van het inwonertal (bron: INSEE-tellingen).